# Téllos Ágras
Pour les articles homonymes, voir Agras.
Téllos Ágras (en grec moderne : Τέλλος Άγρας), de son vrai nom Sarandélos (Tellos) Agapinós (Σαραντέλος (Τέλλος) Αγαπηνός), né en 1880 et mort le 7 juillet 1907, est le nom de guerre d'un officier grec de l'Armée hellénique, combattant irrégulier en Macédoine (1904-1907).

## Biographie
Téllos Ágras est né à Gargaliáni, dans une famille originaire de la région de Messénie dont plusieurs membres avaient participé à la Guerre d'indépendance grecque.
En 1897, il entre à l'Académie Militaire Hellénique et en 1901 il est nommé sous-lieutenant de l'Armée Hellénique. En 1904, il rejoint le Comité Macédonien, un des groupes nationalistes partisans de la Grande Idée (l'unification des Grecs partagés entre plusieurs états) après la mort du chef insurgé Pávlos Melás tué par les gendarmes ottomans en Macédoine, alors partie de l'Empire ottoman. En septembre 1906, avec un petit groupe de quatorze hommes, il établit un foyer de guérilla dans la région du lac de Giannitsá dans la province de Pella. Il combat à la fois les Ottomans et l'Organisation révolutionnaire intérieure macédonienne (ORIM, VMRO), mouvement indépendantiste macédo-slave soutenu par la principauté de Bulgarie, en raison des revendications opposées des Grecs et des Bulgares sur cette région. Le 3 juin 1907, il conclut un accord avec le capitaine Zlatan, chef d'un groupe bulgare. Mais Zlatan rompt cet accord et Téllos Ágras est capturé et pendu par les Bulgares le 7 juillet 1907.

## Fiction
Téllos Ágras apparaît dans le roman historique Tα Mυστικά του Βάλτου (en français : Les Secrets du Marais) de Penelope Delta (1937).

## Hommage
Un monument lui est dédié à proximité du lac d'Ágras en Grèce.

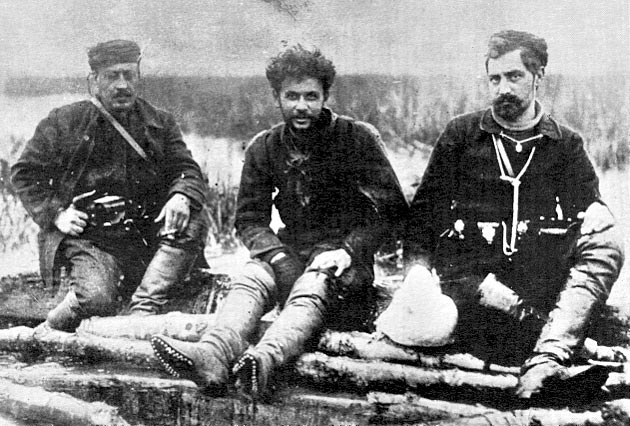
Téllos Ágras, au milieu, avec deux autres capitaines, Nikifóros (Ioánnis Deméstichas) à gauche et Kálas (Konstantínos Sárros) à droite, au lac de Giannitsá, en 1906.